# Pretrež
Pretrež – wieś w Słowenii, w gminie Slovenska Bistrica. W 2018 roku liczyła 173 mieszkańców.